# Arnold Ehrhardt
Arnold Anton Traugott Ehrhardt (* 14. Mai 1903 in Königsberg; † 18. Februar 1965 in Manchester) war ein deutscher Jurist und britischer Theologe.

## Leben
Ehrhardt war Sohn des protestantischen Chirurgieprofessors Oscar Ehrhardt und dessen Ehefrau, der Lehrerin Martha, geborene Rosenhain, die jüdischer Herkunft war. Er besuchte das Königliche Friedrichs-Kollegium in Königsberg und studierte Rechtswissenschaften in Erlangen, Bonn, Berlin und Königsberg. Er diente nach Ende des Ersten Weltkriegs 1919/1920 beim Grenzschutz Ost, wo er an der Bekämpfung von Spartakisten teilnahm, und war später Mitglied der Schwarzen Reichswehr. Er promovierte Ende 1926 in Königsberg, war ab 1927 zunächst unentgeltlich wissenschaftlicher Assistent bei Fritz Pringsheim in Göttingen und habilitierte sich 1929 in Freiburg für Bürgerliches und Römisches Recht. Er übernahm Lehrstuhlvertretungen in Frankfurt, wo er im Mai 1933 umhabilitiert wurde. Als „Halbjuden“ drohte ihm aber die Entlassung. Im Wintersemester 1934/35 lehrte er an der Universität Lausanne. Als im Sommersemester 1935 seine Vorlesungen in Frankfurt boykottiert wurden, bekannte er sich zu seiner bis dahin verschwiegenen jüdischen Herkunft.
Er zog nach Lörrach, um im benachbarten Basel bei Karl Barth Theologie zu studieren. Als er Anfang 1939 von seiner drohenden Festnahme erfuhr, blieb er in der Schweiz und emigrierte nach England. Mit finanzieller Hilfe der Church of England setzte er sein Theologiestudium – nach einer kurzen Unterbrechung durch eine Internierung als „feindlicher Ausländer“ im Mai 1940 – an der University of Cambridge fort und beendete es 1944 mit der Promotion (Ph.D.). Er war als Vikar (assistant curate) in einer Gemeinde in Manchester tätig. Daneben arbeitete er wissenschaftlich im Bereich der Kirchen- und Rechtsgeschichte und veröffentlichte überwiegend in deutscher Sprache. Spätestens ab 1956 war er als anglikanischer Pfarrer (Reverend) in Heywood tätig. 1958 wurde er zum Bishop Fraser Senior Lecturer für Kirchengeschichte an der University of Manchester ernannt; das Ehrhardt-Seminar am dortigen Center for Biblical Studies trägt seinen Namen. Rückberufungsangebote auf Lehrstühle an den Juristischen Fakultäten der Philipps-Universität Marburg 1951 und der Goethe-Universität Frankfurt 1957 schlug er aus.

## Schriften (Auswahl)
- Traditi ex iusta causa Königsberg 1928
- Justa Causa traditionis, Eine Untersuchung über den Erwerb des Eigentums nach Römischem Recht, (= Romanistische Beiträge zur Rechtsgeschichte, H. 4) Berlin 1930
- Romanistische Studien, Freiburg 1935
- Litis Aestimatio im römischen Formularprozess: eine Untersuchung der materiellrechtlichen Folgen der Geldverurteilung, München 1934
- Adoption of Christianity in the Roman Empire.
- Constantine, Rome and the Rabbis, Manchester
- The apostolic succession in the first two centuries of the church, London 1953
- The eucharistic Words of Jesus (mit Joachim Jeremias) Oxford 1955
- The framework of the New Testament stories Cambridge 1964
- The beginning: a study in the Greek philosophical approach to the concept of creation from Anaximander to St John, Manchester 1968
- Politische Metaphysik von Solon bis Augustin, Bd. 1 (1969) Civitas Dei; Bd. 2 (1959) Die Christliche Revolution; Bd. 3 (1959) Die Gottesstadt der Griechen und Römer
- Christianity before the Apostles‘ Creed, Manchester 1962